# 17657 Himawari
17657 Himawari è un asteroide della fascia principale. Scoperto nel 1996, presenta un'orbita caratterizzata da un semiasse maggiore pari a 1,9270845 UA e da un'eccentricità di 0,0870513, inclinata di 23,07742° rispetto all'eclittica.